# Sentenced/Diskografie
Diese Diskografie ist eine Übersicht über die musikalischen Werke der finnischen Metal-Band Sentenced. Den Schallplattenauszeichnungen zufolge hat sie bisher mehr als 50.000 Tonträger verkauft. Ihre erfolgreichste Veröffentlichung ist das Album Story: Greatest Kills mit über 20.000 verkauften Einheiten.

## Alben

### Studioalben
| Jahr | Titel Musiklabel                   | Höchstplatzierung, Gesamtwochen, AuszeichnungChartplatzierungen (Jahr, Titel, Musiklabel, Platzierungen, Wochen, Auszeichnungen, Anmerkungen) | Höchstplatzierung, Gesamtwochen, AuszeichnungChartplatzierungen (Jahr, Titel, Musiklabel, Platzierungen, Wochen, Auszeichnungen, Anmerkungen) | Höchstplatzierung, Gesamtwochen, AuszeichnungChartplatzierungen (Jahr, Titel, Musiklabel, Platzierungen, Wochen, Auszeichnungen, Anmerkungen) | Anmerkungen                                           |
| Jahr | Titel Musiklabel                   | DE | AT | FI | Anmerkungen                                           |
| ---- | ---------------------------------- | --- | --- | --- | ----------------------------------------------------- |
| 1991 | Shadows of the Past Thrash Records | — | — | — | Erstveröffentlichung: November 1991                   |
| 1993 | North from Here Spinefarm Records  | — | — | — | Erstveröffentlichung: 1. Juni 1993                    |
| 1995 | Amok Century Media                 | — | — | — | Erstveröffentlichung: 3. Januar 1995                  |
| 1996 | Down Century Media                 | — | — | FI14 (14 Wo.)FI | Erstveröffentlichung: 11. November 1996               |
| 1998 | Frozen Century Media               | DE73 (1 Wo.)DE | — | FI3 (14 Wo.)FI | Erstveröffentlichung: 15. Juli 1998                   |
| 2000 | Crimson Century Media              | DE47 (2 Wo.)DE | — | FI1 (15 Wo.)FI | Erstveröffentlichung: 17. Januar 2000                 |
| 2002 | The Cold White Light Century Media | DE45 (3 Wo.)DE | — | FI1 Gold · (15 Wo.)FI | Erstveröffentlichung: 13. Mai 2002 Verkäufe: + 16.737 |
| 2005 | The Funeral Album Century Media    | DE49 (1 Wo.)DE | AT59 (1 Wo.)AT | FI1 (15 Wo.)FI | Erstveröffentlichung: 30. Mai 2005                    |

grau schraffiert: keine Chartdaten aus diesem Jahr verfügbar

### Livealben
| Jahr | Titel Musiklabel           | Höchstplatzierung, Gesamtwochen, AuszeichnungChartplatzierungen (Jahr, Titel, Musiklabel, Platzierungen, Wochen, Auszeichnungen, Anmerkungen) | Höchstplatzierung, Gesamtwochen, AuszeichnungChartplatzierungen (Jahr, Titel, Musiklabel, Platzierungen, Wochen, Auszeichnungen, Anmerkungen) | Höchstplatzierung, Gesamtwochen, AuszeichnungChartplatzierungen (Jahr, Titel, Musiklabel, Platzierungen, Wochen, Auszeichnungen, Anmerkungen) | Anmerkungen                                                                              |
| Jahr | Titel Musiklabel           | DE | AT | FI | Anmerkungen                                                                              |
| ---- | -------------------------- | --- | --- | --- | ---------------------------------------------------------------------------------------- |
| 2006 | Buried Alive Century Media | — | — | FI12 Platin · (1 Wo.)FI | Erstveröffentlichung: 21. November 2006 Verkäufe: + 11.297; Charteintritt: Woche 25/2023 |

### Kompilationen
| Jahr | Titel Musiklabel                                    | Höchstplatzierung, Gesamtwochen, AuszeichnungChartplatzierungen (Jahr, Titel, Musiklabel, Platzierungen, Wochen, Auszeichnungen, Anmerkungen) | Höchstplatzierung, Gesamtwochen, AuszeichnungChartplatzierungen (Jahr, Titel, Musiklabel, Platzierungen, Wochen, Auszeichnungen, Anmerkungen) | Höchstplatzierung, Gesamtwochen, AuszeichnungChartplatzierungen (Jahr, Titel, Musiklabel, Platzierungen, Wochen, Auszeichnungen, Anmerkungen) | Anmerkungen                                                |
| Jahr | Titel Musiklabel                                    | DE | AT | FI | Anmerkungen                                                |
| ---- | --------------------------------------------------- | --- | --- | --- | ---------------------------------------------------------- |
| 1997 | Story: Greatest Kills Century Media                 | — | — | FI7 Gold · (13 Wo.)FI | Erstveröffentlichung: 24. November 1997 Verkäufe: + 24.526 |
| 2009 | The Coffin – The Complete Discography Century Media | — | — | FI22 (1 Wo.)FI | Erstveröffentlichung: 13. November 2009                    |
| 2022 | The Urn – Complete Studio Recordings –              | — | — | FI1 (1 Wo.)FI | Erstveröffentlichung: 5. August 2022                       |

Weitere Kompilationen
| Jahr | Titel Musiklabel                                 | Anmerkungen                            |
| ---- | ------------------------------------------------ | -------------------------------------- |
| 2009 | Manifesto of Sentenced Century Media             | Erstveröffentlichung: 4. März 2009     |
| 2012 | Death Metal Orchestra from Finland Century Media | Erstveröffentlichung: 15. Oktober 2012 |

### EPs
| Jahr | Titel Musiklabel              | Anmerkungen                              |
| ---- | ----------------------------- | ---------------------------------------- |
| 1994 | The Trooper Spinefarm Records | Erstveröffentlichung: 7. Oktober 1994    |
| 1995 | Love & Death Century Media    | Erstveröffentlichung: 25. September 1995 |

## Singles
| Jahr | Titel Album                       | Höchstplatzierung, Gesamtwochen, AuszeichnungChartplatzierungen (Jahr, Titel, Album, Platzierungen, Wochen, Auszeichnungen, Anmerkungen) | Höchstplatzierung, Gesamtwochen, AuszeichnungChartplatzierungen (Jahr, Titel, Album, Platzierungen, Wochen, Auszeichnungen, Anmerkungen) | Höchstplatzierung, Gesamtwochen, AuszeichnungChartplatzierungen (Jahr, Titel, Album, Platzierungen, Wochen, Auszeichnungen, Anmerkungen) | Anmerkungen                                                                            |
| Jahr | Titel Album                       | DE | AT | FI | Anmerkungen                                                                            |
| ---- | --------------------------------- | --- | --- | --- | -------------------------------------------------------------------------------------- |
| 1999 | Killing Me, Killing You Crimson   | — | — | FI5 (8 Wo.)FI | Erstveröffentlichung: 8. Dezember 1999                                                 |
| 2002 | No One There The Cold White Light | — | — | FI2 (4 Wo.)FI | Erstveröffentlichung: 24. April 2002                                                   |
| 2003 | Ruotasydän Eigenverlag            | — | — | — | Erstveröffentlichung: 14. Oktober 2003 geschrieben für das Eishockey-Team Oulun Kärpät |
| 2005 | Ever-Frost The Funeral Album      | — | — | FI1 (6 Wo.)FI | Erstveröffentlichung: 27. April 2005                                                   |

## Videografie

### Videoalben
| Jahr | Titel Musiklabel           | Anmerkungen                             |
| ---- | -------------------------- | --------------------------------------- |
| 2006 | Buried Alive Century Media | Erstveröffentlichung: 21. November 2006 |

### Musikvideos
- 1995: Nepenthe
- 1996: Noose
- 1998: The Suicider
- 2000: Killing Me Killing You
- 2002: No One There
- 2005: Ever-Frost
- 2006: May Today Become the Day
- 2006: Despair-Ridden Hearts

## Statistik

### Chartauswertung
|                     | DE    | AT    | FI    |
| ------------------- | ----- | ----- | ----- |
| Nummer-eins-Alben   | DE—DE | AT—AT | FI3FI |
| Top-10-Alben        | DE—DE | AT—AT | FI4FI |
| Alben in den Charts | DE4DE | AT1AT | FI5FI |

|                       | DE    | AT    | FI    |
| --------------------- | ----- | ----- | ----- |
| Nummer-eins-Singles   | DE—DE | AT—AT | FI1FI |
| Top-10-Singles        | DE—DE | AT—AT | FI3FI |
| Singles in den Charts | DE—DE | AT—AT | FI4FI |

### Auszeichnungen für Musikverkäufe
Anmerkung: Auszeichnungen in Ländern aus den Charttabellen bzw. Chartboxen sind in ebendiesen zu finden.
| Land/RegionAuszeichnungen für Musikverkäufe (Land/Region, Auszeichnungen, Verkäufe, Quellen) | Gold     | Platin  | Verkäufe | Quellen |
| -------------------------------------------------------------------------------------------- | -------- | ------- | -------- | ------- |
| Finnland (IFPI)                                                                              | 2× Gold2 | Platin1 | 52.560   | ifpi.fi |
| Insgesamt                                                                                    | 2× Gold2 | Platin1 |          |         |